# One Way (album Turbo)
One Way – ósmy album studyjny heavymetalowej grupy Turbo.

## Lista utworów
1. „Introduction” – 1:50
2. „End User” – 3:58
3. „Regression” – 3:40
4. „Mental Alienation” – 3:56
5. „Blasphemy” – 4:10
6. „Refuse to Live” – 5:37
7. „One Way” – 4:41
8. „Forgetfulness” – 4:56[a]
9. „The Viper” – 4:19[a]
10. „Scum” – 5:35
11. „Disaster Area” – 4:43

## Skład
- Wojciech Hoffmann – gitara
- Marcin Białożyk – gitara
- Radosław Kaczmarek – gitara basowa, wokal

gościnnie
- Sławomir Bryłka – perkusja
- Tomasz Goehs – perkusja